# Chiroderma doriae
Chiroderma doriae es una especie de murciélago de la familia Phyllostomidae.

## Distribución geográfica
Se encuentra en Sudamérica. En Brasil.